# Michał Olszewski
Michał Olszewski (Warschau, 23 september 1989) is een Pools schaakgrootmeester.
Olszewski won het Euro Chess Tournament in Hengelo in 2006. Hij won brons op het Wereldkampioenschap schaken junioren in 2009 in Patagonië (Argentinië).